# Epicauta pluvialis
Epicauta pluvialis es una especie de coleóptero de la familia Meloidae.

## Distribución geográfica
Habita en Argentina.